# Unió Esportiva de Sants
La Unió Esportiva de Sants és el club de futbol més representatiu del barri de Sants de Barcelona. Històricament, també ha disposat d'una important secció de ciclisme encarregada d'organitzar la Volta Ciclista a Catalunya.

## Història

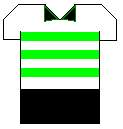
La tradicional samarreta blanca amb les tres franges verdes del club, és el maillot que distingeix el líder de la Volta Ciclista a Catalunya.

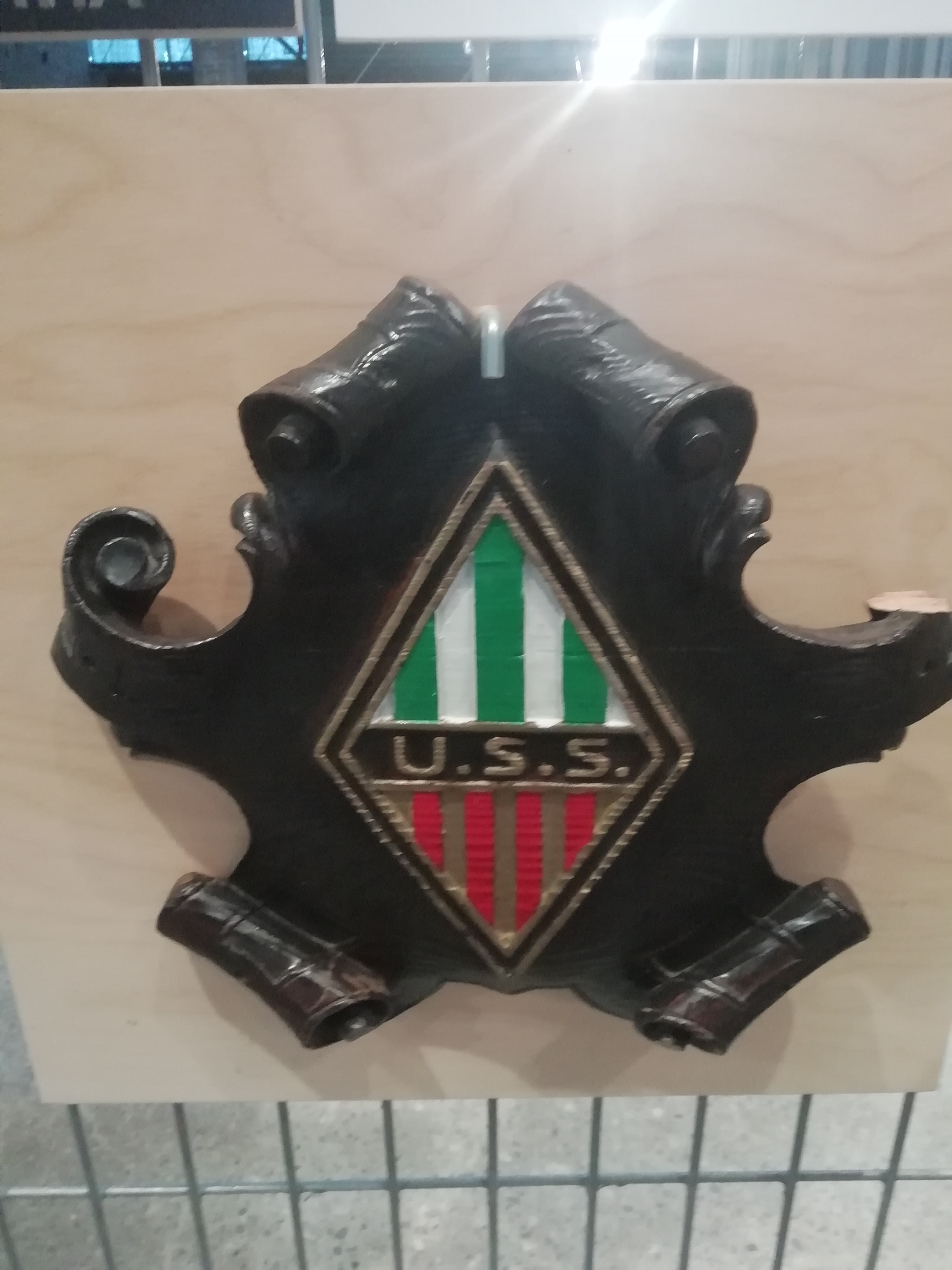
Escut de la Unió Esportiva Sants.

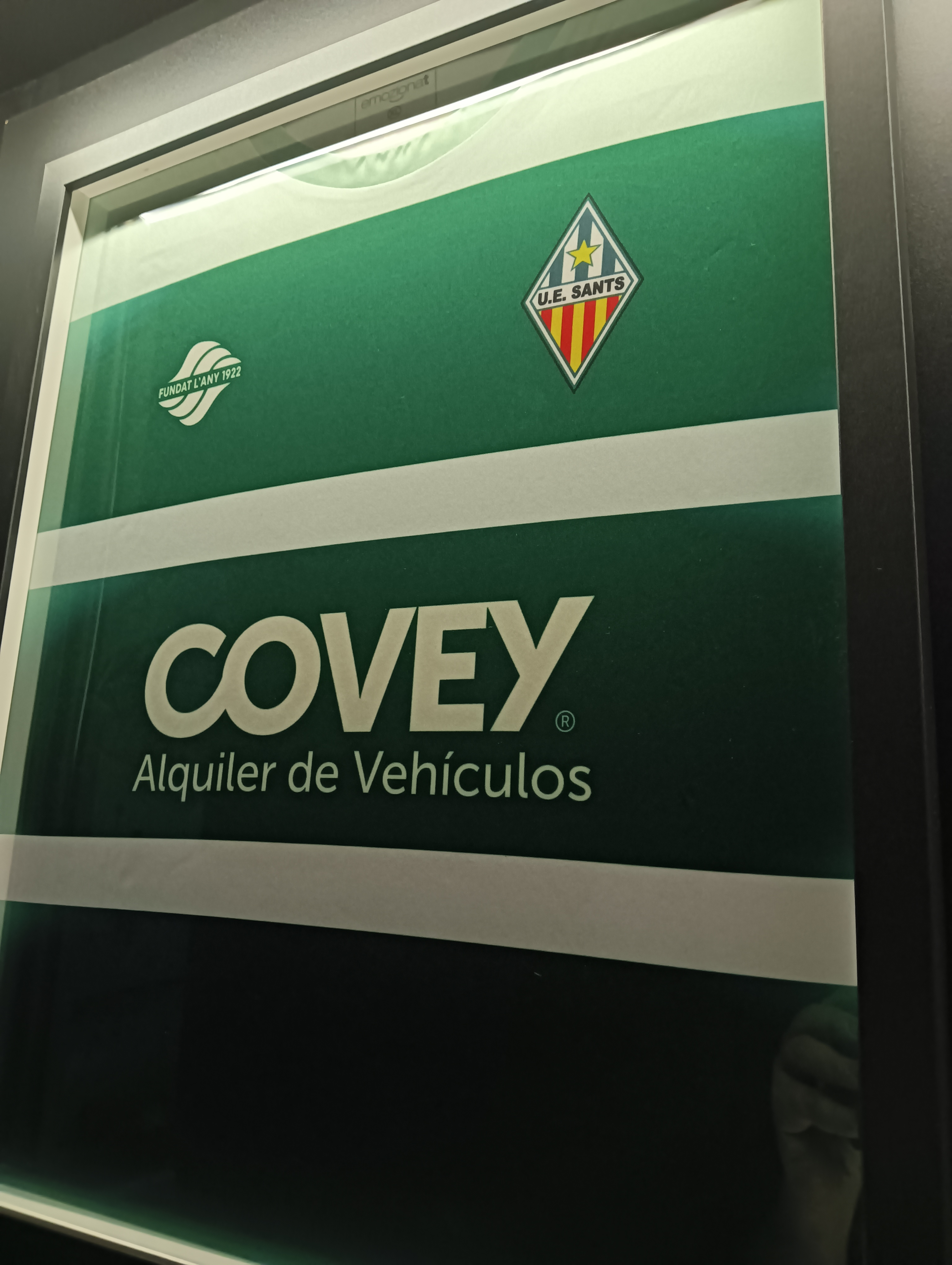
Samareta UE Sants.

El club va ser fundat el 1922, quan es van fusionar dos equips de futbol: el Football Club Internacional i el Centre de Sports de Sants i dos entitats ciclistes: el Club Ciclista de Sants i el Velo Sport Sants.
El Football Club Internacional fou el club de figures com Francesc Bru Sanz, Charles Wallace, Josep Samitier.
Es va decidir que la samarreta, tant dels futbolistes com dels ciclistes, fos blanca amb franges verdes per recordar els color blanc del FC Internacional i el color verd del CS Sants. La creació de la nova entitat va provocar entusiasme: només en els tres primers mesos, el nombre de socis va pujar fins a 5.000, la qual cosa augurava al club un esdevenidor excel·lent.
Des del 1922 fins avui, la Unió Esportiva de Sants ha aconseguit 560 trofeus. El 2022 va celebrar el seu centenari.

## Secció de futbol
El 1922 la secció de futbol va heretar la plaça del FC Internacional a la Primera Categoria del Campionat de Catalunya, competició oficial cabdal en aquella època.
La temporada 1925- 1926, el Sants va ser subcampió de Catalunya, a quatre punts del FC Barcelona. La temporada 1929-1930 va baixar de categoria, però aviat va tornar-hi, quan el 1932 va quedar líder del Segona Categoria.
Va ser un retorn efímer, ja que va perdre la categoria un any després. Posteriorment, va guanyar el campionat de Segona Categoria els anys 1934 i 1938.

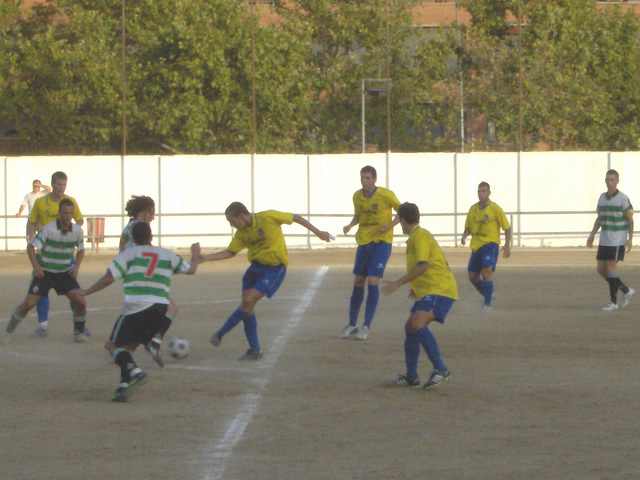
Partit entre la UE Sants i la UE Castelldefels

Entre els anys 1950 i 1960, el club, que jugava a Tercera Divisió, va intentar infructuosament pujar a Segona Divisió. Fins a cinc vegades van disputar, sense èxit, les promocions d'ascens a la segona categoria de la lliga espanyola:
- La temporada 1956-1957 va ser campió de Tercera, però va perdre a la promoció d'ascens davant del CE Alcoià.
- La temporada següent va quedar novament a les portes de l'ascens, després de perdre a la promoció davant del Terrassa FC.
- La temporada 1958-1959 va tornar a proclamar-se campió de Tercera i, per tercer any consecutiu, va disputar la promoció d'ascens. A l'eliminatòria decisiva, però, va guanyar el RCD Mallorca.
- Al 1965 va tornar a lluitar per pujar a Segona Divisió. Amb una disputada eliminatòria davant el FC Almería, que va necessitar un partit de desempat, els santsencs van tornar a quedar a les portes de l'ascens.
- Un any després, a la temporada 1965-1966, la història es va repetir i, després d'eliminar l'Extremadura FC, els catalans van caure a la final de la promoció davant del Racing Club de Ferrol. Aquest partit es va disputar al Camp Nou, ja que dos anys abans els santsencs es van veure obligats a abandonar l'històric camp del carrer Galileu, que va ser enderrocat per construir-hi l'avinguda Madrid.

Des d'aleshores, i durant una dècada, el club, sense camp propi, es va veure obligat a pelegrinar per diversos estadis. Va jugar a les instal·lacions d'altres equips com FC Barcelona, RCD Espanyol, CE L'Hospitalet, CE Europa, CF Prat, i CA Ibèria.
El 12 d'octubre del 1975 es va inaugurar l'Estadi Municipal Julià de Campmany, cedit a la UE Sants per l'Ajuntament de Barcelona per un període de cinc anys, prorrogable d'acord amb el Reglament de l'ús d'instal·lacions esportives. Però, a començaments de la temporada 1983-1984, va haver de deixar l'estadi Julià de Campmany i jugar a les instal·lacions municipals de La Bàscula.
Finalment, la Direcció General de l'Esport de la Generalitat de Catalunya va cedir al Sants l'ús de les noves instal·lacions esportives de La Magòria, que es van inaugurar el dia 27 d'abril del 1984.
De la dècada dels 90 del segle xx fins a l'actualitat, la UE Sants s'ha mogut entre Tercera Divisió, Primera Catalana, i Preferent Territorial.
En els darrers anys l'equip s'ha vist obligat a abandonar el camp de Magòria per causa de nous plans urbanístics, i ha hagut de jugar al Camp de la Bàscula i, posteriorment, al camp de l'Energia. L'ús d'aquests camps és provisional a l'espera de la reforma del Camp de Magòria, inclosa en la remodelació urbanística de Can Batlló.

### Evolució de l'uniforme
Fonts:
| 1923 | 1931 | 1967 | 1992 | 2014 | 2019 |

### Estadi
Actualment, el Sants disputa els seus partits al camp municipal de l'Energia, a l'espera que es reinauguri el camp de Magòria, clausurat del 2009 ençà. No obstant això, històricament ha tengut diverses seus:
Tant l'Internacional com el CE Sants, els dos clubs predecessors de la UE Sants, jugaven els seus partits al camp del carrer Galileu fins al 1922, l'any en què es produí la fusió. Així doncs, aquest és el camp històric del Sants, que hi va jugar fins a l'any 1964. Aquell any l'ajuntament de Barcelona va obligar el club a abandonar-lo per poder construir la nova avinguda Madrid, i el club començà un periple de vint anys pels estadis de diversos clubs de la ciutat abans de trobar unes instal·lacions pròpies. La primera temporada jugà a l'estadi de Sarrià a oferiment del RCD Espanyol, la segona al camp municipal de l'Hospitalet (l'anterior a la construcció d'la Feixa Llarga) i les dues següents al Nou Sardenya. El 1968, el president del FC Barcelona Narcís de Carreras oferí les instal·lacions esportives del Barça al Sants, que s'hi va estar fins al 1971, quan el nou president Agustí Montal i Costa va reorganitzar la gestió dels camps. Novament el Sants fou acollit a l'Hospitalet, aquesta vegada fins a 1975, quan l'ajuntament de Barcelona va habilitar l'antic abocador del barri del Polvorí (Montjuïc) per construir el camp de futbol de Julià de Capmany. No obstant això, per desavinences amb el Polvoritense el club es traslladà de cara a la temporada 1983-84 uns metres més al sud, al camp de la Bàscula. No fou fins l'abril d'aquell any que l'ajuntament inaugurà el que seria el nou camp definitiu pel Sants, el camp de Magòria, vint anys després d'abandonar el camp del carrer Galileu.
El 2009, vint-i-cinc anys després d'instal·lar-se al camp de Magòria, el club es veié forçat novament a abandonar les instal·lacions pels plans de reforma de l'ajuntament. Temporalment es traslladà novament al camp de la Bàscula, i al cap de dues temporades s'instal·là (2011) al camp de l'Energia, de nova estrena, a tocar de la Zona Franca i construït damunt les antigues instal·lacions de la SEAT. El projecte per construir les noves instal·lacions a Magòria s'aturà per falta de finançament a causa de la crisi econòmica, i el club ja fa més de deu anys que roman al camp de l'Energia. Aquest camp havia de ser una seu provisional, i per això té unes instal·lacions precàries, amb barracons per vestidors i una graderia molt petita i prefabricada. Actualment, per bé que el projecte de reforma de la zona inclou unes instal·lacions esportives amb un camp de futbol, encara no hi ha data per la inauguració de la nova Magòria.

### Temporades
| - 1929-30: 3a Divisió 3r - 1932-33: 3a Divisió 4t - 1945-46: 3a Divisió 5è - 1946-47: 3a Divisió 6è - 1947-48: 3a Divisió 11è - 1949-50: 3a Divisió 14è - 1950-51: 3a Divisió 6è - 1951-52: 3a Divisió 8è - 1952-53: 3a Divisió 6è - 1953-54: 3a Divisió 14è - 1954-55: 3a Divisió 6è - 1955-56: 3a Divisió 7è | - 1956-57: 3a Divisió 1r - 1957-58: 3a Divisió 4t - 1958-59: 3a Divisió 1r - 1959-60: 3a Divisió 3r - 1960-61: 3a Divisió 9è - 1961-62: 3a Divisió 10è - 1962-63: 3a Divisió 7è - 1963-64: 3a Divisió 15è - 1964-65: 3a Divisió 4t - 1965-66: 3a Divisió 2n - 1966-67: 3a Divisió 6è - 1967-68: 3a Divisió 16è | - 1992-93: 1a Div. Catalana 1r - 1993-94: 3a Divisió 15è - 1994-95: 3a Divisió 11è - 1995-96: 3a Divisió 14è - 1996-97: 3a Divisió 21è - 1997-98: 1a Div. Catalana 20è - 2001-02: 1a Div. Catalana 14è - 2002-03: 1a Div. Catalana 15è - 2003-04: 1a Div. Catalana 20è - 2009-10: 1a Div. Catalana 9è - 2010-11: 1a Div. Catalana 17è - 2011-12: 1a Catalana grup 2 9è | - 2012-13: 1a Catalana grup 2 15è - 2013-14: 2a Catalana - 2014-15: 2a Catalana - 2015-16: 1a Catalana grup 1 6è - 2016-17: 1a Catalana grup 1 2n - 2017-18: 1a Catalana grup 2 5è - 2018-19: 3a Divisió 17è - 2019-20: 3a Divisió 19è - 2020-21: 3a Divisió 8è 1 Fase i 3è 2a Fase (Permanència) - 2021-22: 3a Divisió 13è - 2022-23: 3a Divisió 16è - 2023-24: Lliga Elit 13è - 2024-25: 1a Catalana Grup 2 9è |

### Jugadors destacats
Jugadors del club que han estat internacionals:
- Josep Escolà
- Agustí Sancho
- Josep Samitier
- Vicenç Piera
- Eugeni Montesinos
- Domènec Carulla
- Miquel Garrobé
- Emili Perelló
- Jesús Pedret
- Inocencio Bertolí
- Josep Parra
- Andreu Bosch
- Sabino Andonegui

### Palmarès
- 2 cops campió de Tercera Divisió (1956-1957, 1958-1959)
- 3 cops campió de Catalunya de Segona Categoria (1931-32, 1933-34, 1937-38)

## Secció de ciclisme
El 1923 la secció de ciclisme va agafar el timó de l'organització de la Volta Ciclista a Catalunya, que va organitzar fins al 2007, moment que es va cedir l'organització a la Volta Ciclista a Catalunya Associació Esportiva, hereva de la secció. No obstant això, la Unió Esportiva de Sants roman la propietària de la volta.